# Dozza
Dozza (Doza in romagnolo) è un comune italiano di 6 530 abitanti della città metropolitana di Bologna in Emilia-Romagna, facente parte del territorio della Romagna. Comprende due paesi principali: il capoluogo comunale Dozza, situato sulle prime propaggini dell'Appennino tosco-emiliano, e Toscanella, l'unica frazione, situata in pianura lungo il corso della Via Emilia.
Antico borgo medievale, negli anni a partire dal 1960 si è trasformato diventando un museo all'aperto, ricco di un centinaio di opere realizzate direttamente sui muri degli edifici. È tuttora ben conservata la Rocca Malvezzi-Campeggi, che domina il centro abitato.

## Geografia fisica
Situata sulle colline a sud ovest di Imola (da cui dista solo 6 km), Dozza si trova a pochi chilometri a monte della Via Emilia, ovvero provenendo da Bologna, e percorrendo la Strada Statale Emilia verso Rimini,  è il primo comune della Romagna storica. Ad ovest il centro più vicino è Castel San Pietro Terme, da cui dista 8 km. Nel territorio del Comune scorre il torrente Sillaro, che delimita il confine occidentale della Romagna con l'Emilia. Sulla Via Emilia, la frazione Toscanella, situata pochi km ad Est del torrente Sillaro, rappresenta l'ingresso nella regione storico-geografica della Romagna per chi proviene da Bologna.
- Classificazione climatica: zona E, 2427 GR/G

## Origine del nome e stemma
Il toponimo Dozza deriva dal latino medievale ducia (doccia, docciola, doccione); l'etimologia è quella di "condotto", o canale che conduce acqua. Nei documenti medievali compaiono alternativamente i toponimi Ducia e Dutia. Il nome potrebbe anche essere un riferimento a un antico acquedotto capace di accumulare acqua dal Monte del Re in una cisterna per far fronte ai periodi di siccità.
Lo stemma cittadino presenta in primo piano un grifone rampante, animale araldico, che si disseta con l'acqua che fuoriesce da una conduttura.

## Storia
Il territorio dozzese, già abitato in epoca celtica e romana, fu colpito dalle invasioni di popolazioni barbariche (germaniche e in particolare longobarde), che invasero tutte le terre di Romagna. Alla metà del VI secolo Dozza venne ricompresa nei territori dell'Esarcato d'Italia, ovvero dei territori bizantini d'Italia, trovandosi sul confine con i possedimenti longobardi. Tramontato l'Esarcato alla metà dell'VIII secolo, furono i Carolingi a prendere possesso degli ex possedimenti bizantini. Essi donarono alla Chiesa imolese il possesso della collina sulla quale venne eretto l'abitato. Verso il 1150 Dozza divenne libero Comune. Tra il 1151 e il 1182 il capitolo della cattedrale di San Cassiano risiedette a Dozza a causa della distruzione di Castrum Sancti Cassiani, allora sede episcopale, da parte degli imolesi. Nella Descriptio provinciæ Romandiolæ (un censimento fiscale del 1371) sono elencate le località dipendenti dal comune di Dozza. Esse sono (si riproduce il testo in latino): Casali, Montis Catonis, Flagnani, Corvarie, Mazumoli, Montis Moriteni, Sassignoli, Belvederis, Plancandoli.
Vicende alterne hanno interessato il dominio della rocca e del borgo, passato più volte di mano in mano fra le potenti famiglie bolognesi e imolesi. Nel 1412 Dozza diviene feudo della famiglia degli Alidosi di Castel del Rio, che poco dopo cedette il borgo alla famiglia Riario. Da ricordare il quinquennio di Caterina Sforza, moglie di Girolamo Riario, che tenne il feudo dal 1494 al 1499. Fu Caterina a dotare Dozza della rocca e delle mura difensive che la circondano ancora oggi.

Dopo il breve dominio di Cesare Borgia (che in pochi anni annesse ai suoi domini tutta la Romagna), Dozza ritornò allo Stato della Chiesa. Nel 1528 papa Clemente VII concesse Dozza in feudo alla famiglia Malvezzi di Bologna e nel 1531 al cardinale Lorenzo Campeggi.

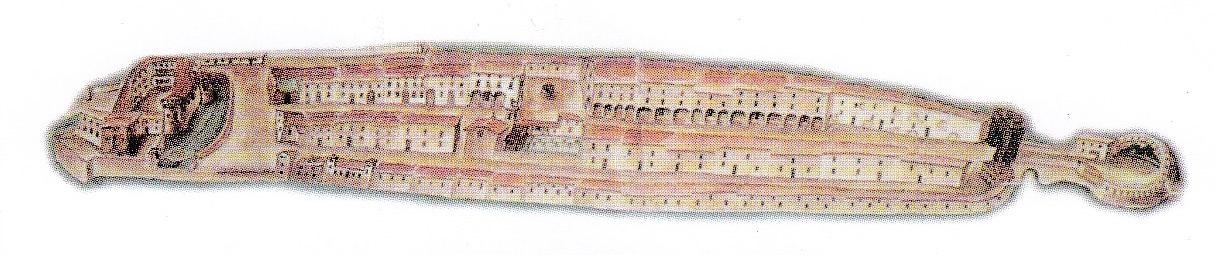
Veduta dall'alto del borgo e della rocca di Dozza nel XVII secolo.

La villa di Monte del Re, antico convento, sede del seminario minore della Diocesi di Imola (anni 1960).

La villa di Monte del Re, oggi.

Nel 1728 cessò l'infeudazione della famiglia Campeggi; la Santa Sede assegnò il feudo di Dozza a Emilio Malvezzi (1688-1767) nipote ex sorore del cardinal Campeggi. Gli vennero conferiti i titoli di: marchese della terra e del castello di Dozza, conte palatino di Toscanella e della Pianta. Giacomo Malvezzi, figlio di Emilio (1716-1806) fu l'ultimo marchese di Dozza: nel 1797 i francesi invasero la Legazione di Romagna e abrogarono i poteri feudali.
Dopo la parentesi napoleonica, Dozza venne inserita nella nuova Legazione di Ravenna.

Con la fine del dominio pontificio, il Governatore delle «Provincie provvisorie» Luigi Carlo Farini, il 27 dicembre 1859, ridefinì le circoscrizioni territoriali aggregando il Comune di Dozza alla circoscrizione di Bologna.
Al termine della seconda guerra mondiale, con lo sfondamento della Linea Gotica, Dozza fu teatro di alcuni scontri tra le forze alleate, sotto il cui comando operava il gruppo di combattimento "Folgore", e le truppe tedesche in ritirata.
La sede comunale è situata nel borgo medioevale ma il principale centro residenziale e industriale è Toscanella, frazione che si sviluppa sulla via Emilia. La denominazione allude al fatto che, da questa località, partono strade che valicano l'Appennino e consentono di raggiungere la Toscana.

## Monumenti e luoghi d'interesse

### Architetture militari
La rocca sforzesca mantiene inalterata la struttura medioevale: conservate in ottimo stato, infatti, sono gli interni e le cucine, impreziosite dagli utensili (che si possono datare al 1500), dai camini e dal pozzo. Degni d'attenzione rimangono anche il Rivellino e la Rocchetta di origine trecentesca. Gli ambienti signorili sono tuttora arredati da mobili di ottima fattura; sulle pareti possono essere ancora ammirati numerosi dipinti ed arazzi risalenti al Settecento. La rocca fu abitata dalle famiglie Campeggi e Malvezzi, che vi hanno abitato dal XVI secolo fino al 1960. Dal 1960 è di proprietà del Comune, che l'ha trasformata in museo.

### Architetture religiose
A Dozza
- Chiesa parrocchiale dell'Assunzione della Vergine. Di origine medievale, la prima notizia storica che la riguarda risale all'anno 1141[6]. Fu ricostruita nel XV secolo e restaurata negli anni quaranta del XX secolo. Si segnalano: una lunetta scultorea di epoca longobarda e il dipinto Madonna col Bambino fra i santi Giovanni Battista e Margherita (1492) del forlivese Marco Palmezzano.
- Chiesa di San Lorenzo Diacono e Martire, parrocchiale a Piscerano.

A Toscanella
- Chiesa di Santa Maria del Carmine. Detta anche «santuario della Madonna del Sabbioso» (dal torrente che la costeggia, il Sabbioso), fu edificata dopo il 1576, l'anno in cui giunsero i monaci Carmelitani nella località[9]. All'inizio del XX secolo fu ricostruita; la nuova chiesa fu inaugurata nel 1924.

Nel forese
- Santuario della Madonna del Calanco. Vi è venerata un'immagina sacra che porta il nome di Beata Vergine del Calanco. Si tratta di un bassorilievo di scagliola di colore biancastro, di forma ovale, alto circa 20 cm. Ogni anno il secondo sabato antecedente il giorno di Pentecoste l'immagine della Beata Vergine viene portata in processione fino a Dozza.

## Società

### Evoluzione demografica
Abitanti censiti

### Popolazione
Variazione della popolazione residente a Dozza dal 2006 al 2010.
| Data       | Abitanti | Variazione | Italiani | Variazione | Stranieri  | Variazione |
| ---------- | -------- | ---------- | -------- | ---------- | ---------- | ---------- |
| 31-12-2006 | 6 012    |            | 5 632    |            | 380 (6,3%) |            |
| 31-12-2010 | 6 516    | + 8,4%     | 5 895    | + 4,7%     | 621 (9,5%) | + 63,4%    |

Fonte, Dati Istat al 31 dicembre 2010.

### Religione
Nel comune di Dozza sono presenti tre parrocchie facenti parte della Diocesi di Imola: Santa Maria in Piscina (a Dozza), San Lorenzo in Piscerano e Santa Maria del Sabbioso (a Toscanella).
In epoca medievale la comunità dozzese era riunita attorno alla pieve di Santa Maria di Sellustra, esistente almeno dall'XI secolo.

Le due più antiche chiese parrocchiali del territorio sono Santa Maria in Piscina (XII secolo) e San Lorenzo in Piscerano (XIII secolo), i cui appellativi fanno pensare alla prossimità di vasche di raccolta idrica, in una zona sprovvista di corsi d'acqua naturali.
 
La terza chiesa parrocchiale, Santa Maria del Sabbioso, a Toscanella (già sede di un convento carmelitano) è stata eretta in parrocchia nel 1909. Oggi la parrocchia di Toscanella è la più popolosa del comune.
Il principale luogo di devozione mariana è il Santuario della Madonna del Calanco. Vi è conservata una Sacra immagine, databile al XVI secolo, sotto il titolo di Beata Vergine del Calanco. È invocata per la guarigione da malattie e la liberazione da epidemie. La sua ricorrenza cade il martedì dopo la Pentecoste.
A Monte del Re si insediarono alla metà del XIII secolo i frati del Terzo ordine regolare francescano. 
Il convento fu il luogo in cui venne siglato un importante trattato di pace tra la guelfa Bologna e la lega delle città ghibelline di Romagna (Cesena, Forlì, Faenza e Imola) il 29 aprile 1299. Dopo la chiusura del convento (XVII secolo) la chiesa fu officiata dal clero secolare fino al 1798. Nel 1866-67 fu confiscata dallo Stato, che poi la cedette alla famiglia Sassatelli. Dal 1908 al 1970 fu destinata a residenza estiva per i seminaristi della diocesi. Oggi è una villa privata.
Le Feste del Patrono si svolgono a cavallo della domenica di Pentecoste, dal sabato precedente al sabato successivo. In questa settimana si susseguono diversi appuntamenti che coinvolgono tutta la popolazione di Dozza e dintorni: dalle processioni lungo le vie del paese agli spettacoli del Corpo Bandistico Folcloristico, dalle mostre sacre presso i locali parrocchiali al concorso fotografico. Il Corpo Bandistico Folcloristico Dozzese è un'istituzione centenaria in quanto è stato fondato nel 1925.

La Parrocchia dell'Assunzione di Maria Vergine organizza durante l'anno alcune rappresentazioni sacre che riscuotono sempre maggior partecipazione e gradimento. Il giorno dell'Epifania, nel pomeriggio, da anni si svolge una suggestiva manifestazione in costume per le vie del paese nella quale viene rappresentato il cammino dei Re Magi verso la grotta di Betlemme, che viene allestita in piazza Zotti e che ogni anno è occupata da una coppia di genitori e un neonato che rappresentano la Natività.

Durante la Settimana Santa, solitamente la sera della Domenica delle Palme, viene rappresentata, in costume, la Via Crucis per le vie del paese, con la presenza di un coro polifonico che esegue canti della Passione legati alla tradizione della Chiesa.
Dozza è, dal 2018, una delle località attraversate dal Cammino di Sant'Antonio, l'itinerario spirituale e naturalistico dedicato al frate portoghese.

## Cultura
Dozza fa parte dei Borghi più belli d'Italia e ha ottenuto la bandiera arancione dal Touring Club Italiano.

### Musei
- Museo della Rocca. La parte più importante del museo è, ovviamente la Rocca stessa. Al suo interno sono stati ricostruiti gli ambienti dove le persone che vi abitavano svolgevano le proprie attività: dalle cucine alle camere da letto. È visitabile anche la stanza che ospitò papa Pio VII, che conserva intatto il mobilio originale. Nelle cantine si conservano attrezzi per la vinificazione; nella cucina sono raccolti strumenti agricoli della civiltà contadina della Romagna. Una parte della rocca fu adibita a prigione: anche questi locali sono conservati. Al secondo piano è ospitata la Pinacoteca del Muro Dipinto. Nel 2006 è stato costituito il Centro Studi e Documentazione del Muro Dipinto, dove sono conservati più di centoottanta bozzetti delle opere che a partire dal 1960 sono state realizzate sui muri della cittadina. Al piano terra invece si trova l'enoteca dell'Emilia-Romagna (vedi Infra), fondata nel 1970, che espone i migliori vini DOC della Regione[17].
- Museo parrocchiale d'arte sacra «don G. Polo». Inaugurato nel 1978, vi sono esposti: arredi sacri ed oggetti provenienti da luoghi di culto della campagna circostante (ostensori, reliquiari, calici, paramenti sacri e crocifissi)[18].

### Arte

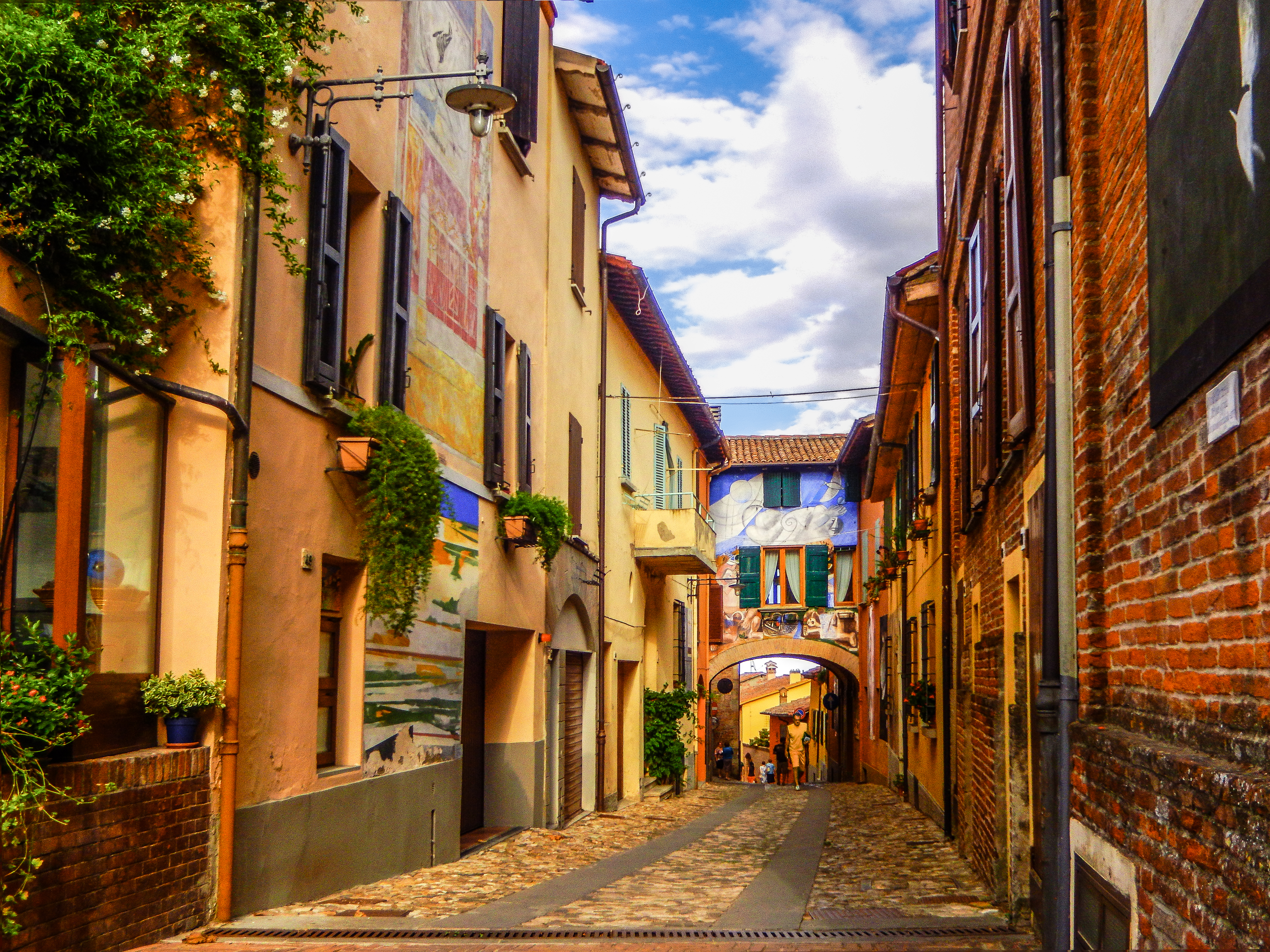
Una via colorata di Dozza

Dozza è resa unica dai numerosi dipinti che ne abbelliscono le facciate delle case e ne conferiscono un aspetto caratteristico. La Biennale del Muro Dipinto rappresenta la manifestazione di maggior rilievo di Dozza. In quattro giornate di settembre famosi artisti, nazionali e internazionali, eseguono opere permanenti sui muri delle case della piccola cittadina, conferendole la peculiare caratteristica di galleria d'arte a cielo aperto. Le pitture murali sono strettamente legate alla storia e all'atmosfera dell'antico borgo e dell'ameno paesaggio collinare che lo circonda.

Nata nel 1960 come concorso nazionale «Il Muro Dipinto» da un'idea di Tomaso Seragnoli (all'epoca presidente della Pro Loco), nel primo decennio furono assegnati dei premi. Dal 1965 la manifestazione ha assunto cadenza biennale e la numerazione delle edizioni è ripartita da quell'anno. Negli anni settanta si decise di abolire premi e classifiche. L'elenco dei pittori che hanno lasciato una loro opera sui muri di Dozza comprende le firme di: Bruno Saetti (Sole sul muro rosso, vincitore nel 1967), Sebastian Matta (Mungitura, 1965), Emilio Contini, Concetto Pozzati, Remo Brindisi, Giacomo Soffiantino, Cesare Sughi, Bruno Ceccobelli e Gino Pellegrini. Dagli anni sessanta ad oggi sono stati circa 200 gli artisti che hanno partecipato alla Biennale.

Dal 2007 anche la frazione Toscanella è stata coinvolta nella manifestazione, che si è così strutturata in due poli: a Dozza i murales e a Toscanella i graffiti e l'arte di strada. Nell'anno 2010 si contavano 100 dipinti affrescati sui muri di Dozza.

### Cucina
Nella rocca sforzesca ha sede l'Enoteca Regionale dell'Emilia-Romagna. Si tratta di un'associazione che coinvolge oltre 200 produttori di vino, aceto balsamico e distillati, enti pubblici e consorzi di tutela. Nata nel 1970, otto anni dopo ha ottenuto il riconoscimento ufficiale dalla Regione. L'attività dell'Enoteca comprende due ambiti:
- Esposizione dei vini (in un negozio-museo, allestito nel 2006 all'interno della rocca, dove sono esposte oltre mille etichette regionali) e divulgazione della cultura enologica;
- Promozione del vino regionale in Italia e all'estero, attraverso l'attività di coordinamento e supporto per la partecipazione alle fiere (come Vinitaly).

Le due manifestazioni eno-gastronomiche più importanti a Dozza sono:
- «Vino in Festa», in primavera, all'insegna dell'Albana di Dozza;
- «Festa delle Arzdore» (dal 1991), la prima fine settimana di settembre. È una tre giorni all'insegna della tipica cucina romagnola, il cui ricavato viene devoluto a progetti di beneficenza, tra i quali la missione dell'ex-parroco dozzese don Gilberto Raffini a São Bernardo do Campo, in Brasile.

## Geografia antropica
Dal porto fluviale di Trentola, posto alla confluenza di Sellustra e Sillaro, partiva una via che saliva a Monte del Re. La strada proseguiva poi lungo il crinale toccando Fiagnano, Gesso, Sassoleone, Belvedere ed inoltrandosi verso la Toscana. 
Nel punto in cui la strada incrociava la via Emilia sorse l'abitato di Toscanella.

## Economia
Dalle dichiarazioni Irpef del 2011 (basate sui redditi del 2010) emerge che i dozzesi hanno dichiarato in media 23 735 euro, uno dei redditi più alti della Romagna.

## Infrastrutture e trasporti
La principale infrastruttura viaria di Dozza è rappresentata dalla Strada statale 9 Via Emilia; su di essa si svolgono autocorse in servizio di trasporto pubblico a cura della società TPER. Il capoluogo è collegato alla Via Emilia tramite la strada provinciale 56 Dozza.
Dal 1885 al 1935 la città dispose di una stazione della tranvia Bologna-Imola la quale svolse un servizio con trazione a vapore gestito dalla Società Veneta.
Nel 2015 è stata ultimata la realizzazione di una pista ciclabile lungo la via Emilia che collega Toscanella a Imola (5 km).

## Sport
Il 3 giugno 1993 l'11ª tappa del Giro d'Italia (con partenza da Senigallia) si è conclusa a Dozza.
Dal 1999 si disputa a Dozza il «Memorial Luciano Pezzi», competizione ciclista per Allievi (15-16 anni) dedicata al direttore sportivo della società ciclistica del gruppo Mercatone Uno. Alla gara prendono il via 200 corridori provenienti da numerose regioni italiane.

## Amministrazione
Dozza fa parte del Nuovo Circondario Imolese, ente sovracomunale con sede a Imola.

### Sindaci precedenti
| Periodo         | Periodo         | Primo cittadino  | Partito                       | Carica  | Note                         |
| --------------- | --------------- | ---------------- | ----------------------------- | ------- | ---------------------------- |
|                 | 1975            | Tullio Roda      | Partito Comunista Italiano    | Sindaco | Confermato nel 1970.         |
| 2 luglio 1975   | 12 ottobre 1976 | Sergio Mazza     | Partito Comunista Italiano    | Sindaco | Dimissioni.                  |
| 12 ottobre 1976 | 17 giugno 1985  | Germano Martelli | Partito Comunista Italiano    | Sindaco | Confermato il 5 luglio 1980. |
| 17 giugno 1985  | 15 marzo 1994   | Elis Dall'Olio   | PCI, poi PDS                  | Sindaco | Confermato l'11 giugno 1990. |
| 15 marzo 1994   | 14 giugno 2004  | Daniele Manca    | PDS, poi L'Ulivo (a guida DS) | Sindaco | [ 24 ]                       |
| 14 giugno 2004  | 27 maggio 2014  | Antonio Borghi   | L'Ulivo (a guida DS), poi PD  | Sindaco | [ 24 ]                       |
| 27 maggio 2014  | in carica       | Luca Albertazzi  | lista civica «Progetto Dozza» | Sindaco | [ 24 ]                       |

### Gemellaggi
- Oliveto Citra, dal 9 maggio 2017
- Castello Tesino, dal 28 luglio 2019 (patto di amicizia)
- Calvisson, dal 27 aprile 2023 (patto di amicizia)